# Индосирање
Индосирање представља пренос власништва хартије од вредности новог власника писменом изјавом првобитног власника (имаоца хартије).
При процесу индосирања јављају се следећи учесници:
1. индосант - преносилац права или стари власник,
2. индосатар - прималац права или нови власник.

Писмена изјава власника о преносу власништва се назива индосамент.